# Руско географско друштво
Сверуска невладина организација „Руско географско друштво” (скраћено ВОО «РГО», рус. Всеросси́йская обще́ственная организа́ция «Ру́сское географи́ческое о́бщество») научна је институција са седиштем у Санкт Петербургу (Русија), а чији циљ су свеобухватна географска истраживања, како на подручју Русије тако и у целом свету.
Институција основана 1845. представља најстарију невладину организацију на територији данашње Русије и једно је од најстаријих научних географских друштава у свету.
Главни задатак Руског географског друштва је прикупљање и ширење географских знања. Бројне научне експедиције које је током историје организовало Руско географско друштво одиграле су значајну улогу у географским истраживањима Сибира и Далеког истока, источне и централне Азије, Кавказа, светског мора, утицале су на развој пловидбе, довеле до бројних открића, утицале на развој демографије, метеорологије и климатологије. Од 1956. године ВОО «РГО» је пуноправни члан Међународне географске уније.
Зграда седишта РГО у Санкт Петербургу налази се на листи културног наслеђа Русије, где је заведена под бројем 7810026000.

## Имена кроз историју
- 1845—1850. Руско Географско Друштво[2]
- 1850—1917. Императорско Руско Географско Друштво
- 1917—1925. Руско Географско Друштво
- 1925—1938. Руско географско друштво
- 1938—1992. Географско друштво Совјетског Савеза (рус. Географическое общество СССР)
- 1992—1995. Руско географско друштво
- од 1995. Сверуска невладина организација „Руско географско друштво” (рус. Всероссийская общественная организация «Русское географическое общество», ВОО «РГО»)

## Оснивање
Велики књаз Константин Николајевич сматрао је да моћна држава попут тадашње Руске Империје мора да има одговарајућу институцију која би се бавила организованим и свеобухватним истраживањима природних и друштвених карактеристика те огромне земље. Николајевич је своју идеју изнео адмиралу и истраживачу Фјодору Литкеу (каснијем председнику Руске академије наука) и након што је наишао на његову, али и на подрушку најзначајнијих истраживача у Русији тог времена, Николајевич је свој захтев упутио лично Императору. Руско географско друштво званично је основано 18. августа 1845. године уз одобрење цара Николаја I Павловича.
Поред Николајевича, који је именован за првог председника РГО, међу оснивачима су били још и чувени морепловци, адмирали Фјодор Литке, Иван Крузенштерн, Фердинанд Врангел и Петар Рикорд, чланови Петроградске академије наука, антрополог Карл Ернст вон Бер, астроном Фридрих Георг Вилхелм вон Струве, геолог Георг вон Хемерсен, статистичар Петар Кепен. Међу оснивачима су били и војни топографи: генерал-фелдмаршал Фјодор фон Берг, генерал-мајор Михаил Вронченко и генерал пјешадије Михаил Муравјов-Вилењски.
Међу оснивачима друштва су били још и географ и статистичар Константин Арсењев, директор департмана за пољопривреду при Министарству унутрашњих послова Алексеј Љовшин, путописац Платон Чихачјов, лингвиста и етнограф Владимир Даљ, оренбуршки генерал-губернатор Василиј Перовски и мецена, књаз Владимир Одојевски.
Руско географско друштво првобитно је било замишљено као географско-статистичка канцеларија у оквирима Министарства унутрашњих послова, али је одлуком императора основано као засебна институција од националног значаја, и названо је Географским. Основни финансијер друштва била је држава, која је за његов рад у почетку издвајала по 10 хиљада рубаља на годишњем нивоу, а значајна финансијска средства долазила су и од приватних покровитеља РГО.
Дугогодишњи потпредседник РГО, чувени географ и путописац Петар Семјонов Тјаншански описао је РГО речима: „Ово је слободна и отворена организација за све оне који су прожети љубављу према својој домовини, за оне који са непоколебљивом вером гледају у будућност руске државе и руског народа!”

### Делатности друштва
Примарни циљеви Руског географског друштва непосредно по његовом оснивању била су свеобухватна и обимна истраживања оних делова руске државе који су се налазили на периферији Империје, и који су још увек били недовољно истражени, те истраживање мање познатих територија у њиховом непосредном окружњеу. У организацији РГО покретане су бројне научно-истраживачке експедиције по европском делу Русије, на Урал, Кавказ, у Сибир и на Далеки исток и средњу Азију. Друштво је организовало и бројне експедиције у Иран, Индију, Нову Гвинеју, Монголију, западну Кину. Посебна пажња посвећивала се истраживању руског далеког севера и Арктика (Чукотска, Јакутска и Кољска експедиција).
Руско географско друштво је било један од организатора и учесника „Прве међународне поларне године 1882.” (енгл. First International Polar Year; рус. Первый международный полярный год) током које је на глобалном нивоу 15 земаља учесница вршило свеобухватна истраживања Арктика и Антарктика. Те године РГО је основао своје прве поларне истраживачке станице на ушћу реке Лене и на Новој Земљи.
Сва истраживања предводили су неки од највећих и најпознатијих истраживача и географа свог времена: Николај Северцов, Иван Мушкетов, Петар Кропоткин, Иван Черски, Николај Пржеваљски, Григориј Потањин, Михаил Певцов, Григориј и Михаил Грум-Гржимајло, Петар Семјонов Тјаншањски, Владимир Обручев, Петар Козлов, Николај Миклухо-Маклај, Александар Војејков, Јулиј Шокаљски, Фјодор Берг и многи други.
Током својих истраживања, експедиције РГО су тесно сарађивала са руском императорском армијом, и у готово свакој од истраживачких мисија учествовали су и припадници Корпуса војних топографа. Друштво је од самог настанка развијало и сарадњу са империјалном морнарицом, међу пуноправним члановима друштва налазили су се и бројни адмирали и поморски официри: Пјотр Анжу, Василиј Завојко, Лаврентиј Загоскин, Платон Лисјански, Фјодор Матјушкин, Генадиј Невељској, Константин Посјет, Јефимиј Путјатин и други. Чланови друштва су били и сликари Иван Ајвазовски и Василиј Верешчагин.
За кратко време РГО се захваљујући бројним истуреним одељењима проширило на територију целе Империје. Прва два регионална одељења отворена су већ 1851. у Тбилисију (одељење за истраживање Кавказа) и Иркутску (одељење за истраживање Сибира). Недуго потом формирана су и регионална одељења у Оренбургу, Вилњусу, Кијеву, Омску, Хабаровску и Ташкенту. РГО данас има разгранату мрежу одељења у свим субјектима Руске Федерације.
У оквиру Руског географског друштва данас постоје засебна одељења за физичку географију, математичку географију, статистику, етнографију, комитет за политичко-економска истраживања и засебна комисија задужена за истраживања Арктика. Након што је велики земљотрес потпуно порушио данашњи град Алма Ату (тада Верниј) основана је и комисија за сеизмичка истраживања (на иницијативу геолога Ивана Мушкетова).
Године 1917. у оквиру друштва деловало је укупно 17 одељења чија делатност је била углавном сконцентрисана на истраживање периферних делова државе. Иако је РГО све до 1917. имало потпуни монопол на спровођење и организацију географских експедиција, ту улогу је након оснивања Совјетског Савеза преузела национална Академија наука, а географско друштво је обављало углавном теоријске делатности и мања истраживања локалног карактера. У периоду 1989—1992. географско друштво је било подељено на Централни одјел са седиштем у Лењинграду и на 14 републичких одјела. Свако од републичких одељења је било подељено на регионална пододељења.
На иницијативу Владимира Вернадског током ХХ века у оквиру Друштва формирана је засебна комисија за изучавање природних производних добара, која је имала знатан утицај на убрзану индустријализацију руске државе. Велики допринос у раду комисије дали су Владимир Комаров, Николај Колосовски, Николај Андрусов, Александар Карпински и Александар Ферсман. ИРГО је било задужено и за оснивање првих заштићених природних подручја на територији Русије, а на иницијативу Друштва 1918. године основан је Географски институт. Годину дана касније основан је и први географски музеј на територији Русије.
Године 1987. Друштво је имало регистровано више од 30.000 пуноправних чланова.

## Унутрашња организација
Руско географско друштво обавља своју научно-истраживачку делатност непрекидно од оснивања 1845. године, и по томе је јединствена организација невладиног карактера на територији Русије. Унутрашња организација Друштва заснива се на Уставу организације којим је прецизно одређен начин функционисања организације. Први Устав РГО донео је император Николај I 28. децембра 1845. године, док су последње измене у Уставу извршене на XIV општој седници од 11. децембра 2010..
Иако је РГО као невладина организација у организационом смислу независна институција, главни покровитељи Друштва од његовог настанка су били тадашњи императори, почев од Николаја I, преко Александра II и Александра III, па све до последњег императора империјалне Русије Николаја II. Током постојања Совјетског Савеза није постојала институција покровитеља Друштва, а од 2010. уведена је институција председника повереничког одбора чији први председник је био Владимир Путин.
Радом Друштва руководи председник који се одређује гласањем чланова Друштва. На функцији Председника РГО били су следећи:
- 1845—1892 — Велики књаз Константин Николајевич
- 1892—1917 —Велики књаз Николај Михајлович
- 1917—1931 — Јулиј Шокаљски
- 1931—1940 — Николај Вавилов
- 1940—1950 — Лев Берг
- 1952—1964 — Јевгениј Павловски
- 1964—1977 — Станислав Калесник
- 1977—1991 — Алексеј Трјошњиков
- 1991—2000 — Сергеј Лавров
- 2000—2002 — Јуриј Селиверстов
- 2002—2009 — Анатолиј Комарицин
- од 2009 — Сергеј Шојгу

## Одликовања Руског географског друштва
Руско географско друштво од свог оснивања својим истакнутим члановима, добротворима и финансијерима додељује разна признања за њихове заслуге везане за рад Друштва. Одликовања се додељују у виду златних, сребрних и бронзаних медаља, плакета и диплома. Одликовања се нису додељивала једино у периоду од 1930. до 1945. године.
Хијерархија одликовања РГО је следећа:
- Велике златне медаље
  - Константиновска медаља – од 1846. (када је додељена прва медаља) до 1929. године највише одликовање РГО које се додељивало за изванредне заслуке у развоју географске науке и мисли на подручју руске државе. Медаља је добила име у част оснивача РГО књаза Константина Николајевича. Премија је поред медаља укључивала и новчану вредност од 200 рубаља у сребру. у До 1924. званични назив медаље је био „Златна Константиновска медаља” (рус. «Золотая Константиновская медаль»), а потом до 1929. године као „Највиша награда Друштва” (рус. «Высшая награда общества»). Године 2010. и 2011. уручене су копије Златне Константиновске медаље, али без статуса награде.
  - Велика златна медаља географског друштва СССР – (рус. Большая золотая медаль географического общества СССР), бајвише одликовање Друштва у периоду постојања Совјетског Савеза. Додељивала се од 1946. до 1998. године.
  - Велика златна медаља Руског географског друштва – (рус. Большая золотая медаль Русского географического общества), додељује се од 1998. године. .
  - Велика златна медаља одјела за статистику и етнографију – (рус. Большая золотая медаль отделений этнографии и статистики), уручивала се од 1879. до 1930. за изузетне заслуге на пољима етнографије и географске статистике.
- Меморијалне златне медаље
  - Златна медаља Семјонова – (рус. Золотая медаль имени П. П. Семенова, додељивала се од 1899. до 1930, те након 1946. године. Комеморативна медаља у знак сећања на географа Петра Тјаншањског.
  - Медаља грофа Литкеа – (рус. Медаль имени графа Фёдора Петровича Литке, додељивала се од 1899. до 1930, те након 1946. године. Комеморативна медаља у знак сећања на Фјодора Литкеа, а додељивала се руским научницима на пољима математичке и физичке географије.
  - Златна медаља Пржеваљског – (рус. Золотая медаль имени Н. М. Пржевальского, додељује се од 1946. године као комеморативна медаља у знак сећања на Николаја Пржеваљског. Додељује се за заслуге у географским истраживањима пустињских и планинских предела.
- Мале златне и сребрне медаље
  - Мала златна медаља –, додељивала се у периоду 1858—1930, те након 1998. године.
  - Сребрна медаља Пржеваљског – претходила истоименој златној медаљи, додељивана у периоду 1895—1930. године
  - Сребрна медаља Семјонова
- Некатегорисане мале медаље
  - Мала сребрна едаља – (рус. Малая Серебряная медаль), од (1858—1930, и након 2012. године.
  - Мала бронзана медаља –, додељивана у периоду 1858—1930. година
- Плакете и дипломе
  - Плакета Пржеваљског (рус. Премия имени Н. М. Пржевальского)
  - Плакета Алексеја Тилоа (рус. Премия Тилло) – у знак сећања на генерал-потпуковника и географа Алексеја Тилоа
  - Жуковска плакета (рус. Жуковская премия)
  - Дежњовљева плакета (рус. Премия имени С. И. Дежнёва) – у знак сећања на морепловца Семјона Дежњова
  - Почасне награде и дипломе

## Библиотека, издавачка делатност и научни архив РГО
Библиотека Руског географског друштва основана је 1845. године, истовремено са самим Друштвом. Фонд библиотеке са преко 490.000 наслова укључује издања у целокупном спектру географских наука и њима сродних дисиплина, а поред наслова на руском језику у фонду библиотеке налазе се и издања из целог света.
Картографска колекција библиотеке садржи преко 42.000 издања и између осталих садржи бројне ретке примерке рукописних карата и атласа. У библиотечком фонду налазе се и књиге из приватних библиотека чланова Друштва, почев од књига које је библиотеци даривао књаз Константин Николајевич, па до издања која су била у власништву познатих географа Шокаљског, Павловског, Шнитњиков, Кондратјева и других.
Од 1938. године у набавци књига за библиотеку РГО активно учествује и библиотека Руске академије наука, чијим саставним делом је бибилотека РГО од средине 20. века.
- Унутрашњост Библиотеке РГО на фотографији из 1916.
- Улаз у Библиотеку РГО
- Витраж у главној згради Друштва

Најстарије штампано издање у виду часописа који издаје РГО је научни часопис „Око света” (рус. Вокруг света) чије прво издање је објављено још 1861. године (чак 30 година пре првог издања магазина Националне географије). Магазин се издаје на месечном нивоу у тиражу од преко 250.000 примерака. Поред рускојезичног издања, објављују се издања и на украјинском и бугарском језику, те издање за Казахстан на руском језику. Магазин није илазио једино у периоду 1918–1927. због Револуција у Русији, те током трајања Другог светског рата.
Најстарије континуирано издање Руског географског друштва који непрекидно излази још од 1865. године је „Зборник Руског географског друштва” (рус. «Известия Русского географического общества») и један је од најстаријих географских журнала који излазе на подручју некадашњег Совјетског Савеза и Русије. У часопису се објављују сва најзначајнија открића и студије везане за географску науку, чланке објављују искључиво чланови РГО, а тираж издања је до 230 примерака. научни архив РГО основан је истовремено кад и Друштво 1845. године и представља најстарији специјализовани научни архив посвећен географској науци на тлу Русије. У ризницама архива чувају се најстарији писани рукописи и артефакти, документи и преписке, фотографије, дневници.

## Музеј РГО
Иако су се прве идеје о оснивању музеја Руског географског друштва јавиле још 1860. године, музеј је званично отворен тек 126 година касније, 9. октобра 1986. године. У музеју се налази похрањена богата поставка која представља историјски развој Друштва, бројни оригинални рукописи и археолошки проналасци до којих су истраживачи дошли на својим путовањима. Посебан део музеја представља део посвећен неким од највећих руских географа-истраживача попут
Актуелни кустос музеја, од 2010. је потпредседник РГК Кирил Чистјаков.

## Развојни центар РГО у Србији
Дана 17. октобра 2016. године, у Свечаној сали Ректората Универзитета у Београду одржана је свечаност поводом званичног отварања Развојног центра Руског географског друштва у Србији. Свечаности су присуствовали Председник Републике Србије Томислав Николић, потпредседник Руског географског друштва и Председник међународне географске уније (2012—2016) проф. др. Владимир Колосов, Ректор Универзитета у Београду академик проф. др. Владимир Бумбаширевић, амбасадор Руске Федерације у Србији Александар Чепурин, проректори, декани, професори и студенти. Свечаност је употпуњена Фото изложбом „Русија најлепша земља”, приказом филма о историји Руског географског друштва, музичким програмом Академског културно уметничког друштва Универзитета у Београду „Шпанац”, наступом уметника Љубомира Манасијевића и другим садржајима. Саставни део свечности је и потписивање Споразума о сарадњи између Сверуске друштвене организације „Руско географско друштво” и Развојног центра Руског географског друштва у Србији. Председнику Србије Томиславу Николићу додељено је звање почасног члана РГО.
Циљеви које је поставио Развојни центар јесу размена студената, подршка и организација заједничких истраживачких, научних, промотивних и издавачких активности који ће доприносити даљем развоју научне сарадње између две земље.